# Guanaes

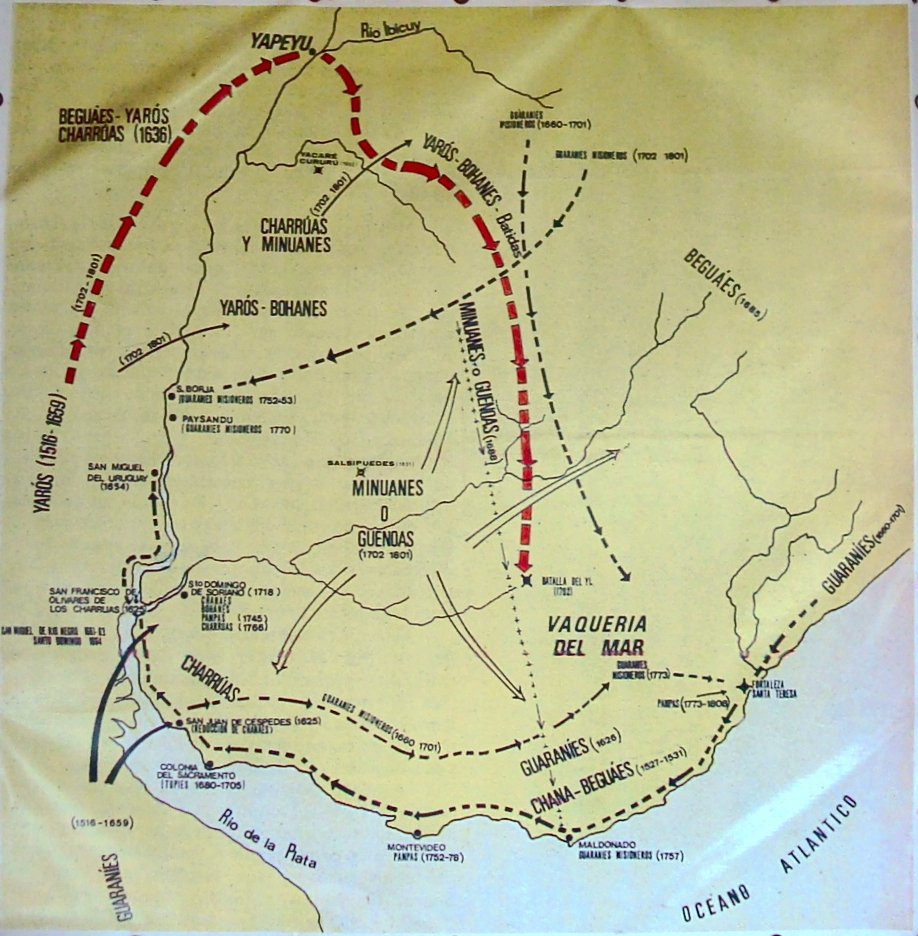
Karte zur Geschichte der indigenen Völker Uruguays

Die Guanaes oder Guanás (auch spanisch: Chanés, portugiesisch: Xané)  waren ein indigenes Volk Südamerikas. Die Angehörigen der ursprünglich bäuerlichen Ethnie, die vor 3000 Jahren im heutigen Surinam dem Norden des Kontinents siedelten und eine arawakische Sprache sprachen, wanderten im Laufe der Jahrhunderte nach Süden und besiedelten seit dem 4. Jahrhundert n. Chr. Gebiete des östlichen Boliviens, später auch des südlichen Brasiliens (vor allem den Bundesstaat Mato Grosso do Sul), des nordöstlichen Argentiniens sowie im 17. Jahrhundert Teile Uruguays und Paraguays.
In Bolivien werden ihre Nachfahren als Isoceños bezeichnet. Dort waren sie im 14. und 15. Jahrhundert mit den Inka verbündet und errichteten ein Heiligtum auf dem Felsen von Samaipata, 120 Kilometer von Santa Cruz de la Sierra entfernt.
Im Gran Chaco lebten die friedlichen Guanaes bis im 18. Jahrhundert als Jäger, Fischer und Sammler; sie wurden von den Guaraní (vor allem von der inzwischen ebenfalls erloschenen Ethnie der Paiaguás und den kriegerischen Mbyá) versklavt, und ihre Frauen, die ursprünglich eine starke Stellung in der Familie besaßen, mussten Guaraní heiraten. Daher stammt die von den Guaraní übernommene Eigenbezeichnung tapii, dt.: „Sklaven“. Aufgrund ihrer zunehmenden Zersplitterung und Vermischung mit den Guaraní (die nur in Bolivien nicht erfolgte) ist ihre Sprache heute erloschen. Im 18. Jahrhundert wurden sie mit anderen Stämmen teilweise in jesuitischen Missionen angesiedelt, wo sie Ackerbau betrieben.
In Argentinien werden die Chanés noch als Ethnie mit einigen Tausend Angehörigen statistisch erfasst; auch werden Gemeinden der Provinz Salta als indigene Chanés-Gemeinden anerkannt. In Brasilien werden einige Gruppen als Terenas bezeichnet.  Die Angaben über die Zugehörigkeit zu den verschiedenen Stämmen und deren Herkunft und Selbst- oder Fremdbezeichnung schwanken in der Literatur stark und sind unzuverlässig, da die Stammestraditionen schon lange erloschen sind.